# Сант'Анђело (Потенца)
Сант'Анђело (итал. Sant'Angelo) је насеље у Италији у округу Потенца, региону Базиликата.
Према процени из 2011. у насељу је живело 339 становника. Насеље се налази на надморској висини од 777 м.